# Jund Filastin
Jund Filastin (Arabisk:جند فلسطين), "Det militære distrikt Palæstina"  var en af fire under-provinser i Ummayyadernes og Abbasidernes Kalifat-provinser i Syrien, organiseret kort efter den arabiske erobring af Levanten i  630'erne. Den blev bevaret i nogen udstrækning indtil Seljuk-invasionerne og korstogene i den sene del af 1100-tallet. Den omfattede området syd for Afula og Irbid, inklusive byerne Nablus, Jerusalem, Jaffa, Hebron, Beit Jibrin, Ramla og Gaza (men omfattede ikke Galilæa). Under Ummayyaderne og Abbasiderne lå dens hovedstad først ved Lod, siden ved Ramla; Jerusalem blev administrativt vigtigt i den sene Fatimide periode.

## Eksterne links
- Mideastweb Kort over "Palestine Under the Caliphs", der viser Jund-grænser
- Mideastweb Et andet kort over området